# Bożena Haglauer
Bożena Haglauer, z d. Siwek (ur. 1 lutego 1939 w Wołkowysku) – polska koszykarka, mistrzyni i reprezentantka Polski.

## Kariera sportowa
Od 1955 do 1971 reprezentowała barwy Lecha Poznań, z którym wywalczyła mistrzostwo Polski seniorek w 1957 oraz brązowy medal mistrzostw Polski seniorek w 1958, a także mistrzostwo Polski juniorek w 1956 i 1957.
W reprezentacji Polski wystąpiła 38 razy w latach 1959-1966, m.in. na mistrzostwach Europy w 1964 (5. miejsce) oraz na mistrzostwach świata w 1959 (5. miejsce).
W 1961 ukończyła studia na Wydziale Farmaceutycznym Akademii Medycznej w Poznaniu, w latach 1961-1978 była pracownikiem apteki PKP nr 1, od 1978 kierownikiem apteki KZZF nr 1 w Poznaniu.
Jej mężem jest trener, Wiktor Haglauer.